# Mimema pallidum
Mimema pallidum es una especie de coleóptero de la familia Monotomidae.

## Distribución geográfica
Habita en Sudáfrica.